# David Lascher
David Lascher est un acteur américain né le 27 avril 1972 à Scarsdale, New York (États-Unis).

## Biographie

### Vie privée
Il est marié à Jill London depuis 1999 et ont 3 enfants ensemble.

## Filmographie
- 1989 : Hey Dude (série télévisée) : Ted McGriff
- 1990 : Petite Fleur (Blossom) (TV) : Vinnie Bonitardi (1992-1994)
- 1990 : A Family for Joe (série télévisée) : Nick Bankston #2 (1990)
- 1991 : She Says She's Innocent (TV) : Ryan
- 1993 : The Waiter : Tommy's Cousin
- 1993 : La Rivière infernale (The Flood: Who Will Save Our Children?) (TV) : Brad Jamison
- 1994 : Victime de la rage (Cries Unheard: The Donna Yaklich Story) (TV) : Denny (age 18)
- 1996 : Lame de fond (White Squall) : Robert March
- 1996 : Incitation au meurtre (Twisted Desire) (TV) : Brad
- 1996 : Kidz in the Wood (en) (TV) : Sloan
- 1997 : A Call to Remember (TV) : Jake Tobias
- 1998 : Playing to Win: A Moment of Truth Movie (TV) : Marshall
- 1999 - 2002 : Sabrina, l'apprentie sorcière (Sabrina, the Teenage Witch) (TV) : Josh Blackhart
- 2002 : Alikes (TV) : James
- 2006 : Mystery Woman: Redemption (TV) : Tyler Dell
- 2009 : Amour rime avec toujours (Always and Forever) (TV) : Gabe
- 2014 : Melissa & Joey : Charlie